# Aggermühle (Overath)
Aggermühle ist ein Ortsteil von Vilkerath in der Stadt Overath im Rheinisch-Bergischen Kreis in Nordrhein-Westfalen, Deutschland.

## Lage und Beschreibung
Der Wohnplatz Aggermühle findet sich heute nur noch als kleine Markierung auf manchen Landkarten. Er lag an der Agger bei der Kölner Straße (Bundesstraße 55) in der Nähe von Rotter Weg und Am Aggerberg. Der Name des Wohnplatzes bezog sich auf die Aggermühle, eine der sechs wasserbetriebenen Bannmühlen an der Agger.

## Geschichte
Die Aggermühle, auch Achermühle Vilkerath genannt, wurde bereits Anfang des 15. Jahrhunderts urkundlich erwähnt. Die Wassermühle war zunächst die einzige Getreide- und Ölmühle des Kirchspiels Overath und gehörte seit 1587 zum Rittersitz Großbernsau.
In der Topographia Ducatus Montani des Erich Philipp Ploennies, Blatt Amt Steinbach, sind die Mühle und ihre Wassergräben 1715 eingezeichnet und mit mühl beschriftet. Carl Friedrich von Wiebeking benennt die Mühle auf seiner Charte des Herzogthums Berg 1789 als Acher. Aus ihr geht hervor, dass der Ort zu dieser Zeit Teil der Honschaft Vilkerath im Kirchspiel Overath war.
Der Wohnplatz ist auf der Topographischen Aufnahme der Rheinlande von 1817 als Mühlensymbol unbeschriftet verzeichnet. Die Preußische Uraufnahme von 1845 zeigt den Wohnplatz als Mühlensymbol unter dem Namen Agger M. Ab der Preußischen Neuaufnahme von 1892 bis zur Ausgabe 1933 ist der Ort auf Messtischblättern regelmäßig als Agger M. verzeichnet.
1822 lebten im benachbarten Aggerhof und der Mühle zusammen 19 Menschen, eigene Zahlen allein für die Aggermühle werden nicht angegeben. Die beiden Wohnplätze gehörten nach dem Zusammenbruch der napoleonischen Administration und deren Ablösung zur Bürgermeisterei Overath im Kreis Mülheim am Rhein. Für das Jahr 1830 werden für die als Hof und Mühle bezeichneten beide Wohnplätze Aggerhof und Aggermühle 29 Einwohner angegeben. Die beiden Wohnplätze werden laut der Uebersicht des Regierungs-Bezirks Cöln auch noch 1845 zusammen geführt und besaßen als Weiler und Mühle kategorisierte Orte zu dieser Zeit sieben Wohngebäude mit 51 Einwohnern, alle katholischen Bekenntnisses. Die Gemeinde- und Gutbezirksstatistik der Rheinprovinz führt Aggermühle nun alleine 1871 mit einem Wohnhaus und drei Einwohnern auf. Im Gemeindelexikon für die Provinz Rheinland von 1888 werden für Aggermühle ein Wohnhaus mit acht Einwohnern angegeben. 1895 besitzt der Ort ein Wohnhaus mit neun Einwohnern und gehörte konfessionell zum katholischen Kirchspiel Marialinden, 1905 werden ein Wohnhaus mit acht Einwohner angegeben.
Die Mühle bestand bis ca. 1920 und wurde dann an die Firma Dienes verkauft, die ihre Produktionsstätte in der Nähe besaß und sie anschließend noch einige Jahre zur Stromerzeugung mittels der Wasserkraft nutzte.  Bis zur Mitte des 20. Jahrhunderts wurden alle Gebäude des Wohnplatzes abgetragen und der Ort fiel wüst.